# Cistanthe frigida
Cistanthe frigida är en källörtsväxtart som först beskrevs av Barnéoud, och fick sitt nu gällande namn av I. Peralta. Cistanthe frigida ingår i släktet Cistanthe och familjen källörtsväxter. Inga underarter finns listade i Catalogue of Life.